# Cis breviformis
Cis breviformis is een keversoort uit de familie houtzwamkevers (Ciidae). De wetenschappelijke naam van de soort werd in 1900 gepubliceerd door Robert Cyril Layton Perkins.